# 비전중학교
비전중학교(碑前中學校)는 대한민국 경기도 평택시 비전동에 있는 공립 중학교이다.

## 학교 연혁
- 2004년 12월 27일 : 평택 2중학교 설립 인가
- 2005년 1월 20일 : 개교기념식
- 2005년 2월 10일 : 교사 4,5층 준공
- 2005년 3월 1일 : 초대 김동건 교장 취임
- 2005년 3월 1일 : 비전중학교로 교명 변경, 개교
- 2005년 3월 2일 : 제1회 입학식(12(1)학급, 482(3)명)
- 2008년 2월 13일 : 제1회 졸업식(453명)
- 2020년 11월 23일 : 빛들관 준공
- 2022년 3월 1일 : 제7대 강용호 교장 취임
- 2024년 1월 5일 : 제17회 졸업식(11학급 383명)
- 2024년 3월 4일 : 제20회 입학식(10학급 313명)

## 참고 자료
- 비전중학교 - 한국교육학술정보원 학교알리미